# Saint-Jean-aux-Amognes
Saint-Jean-aux-Amognes és un municipi francès, situat al departament del Nièvre i a la regió de Borgonya - Franc Comtat. L'any 2007 tenia 462 habitants.

## Demografia

### Població
El 2007 la població de fet de Saint-Jean-aux-Amognes era de 462 persones. Hi havia 180 famílies, de les quals 40 eren unipersonals (20 homes vivint sols i 20 dones vivint soles), 48 parelles sense fills, 64 parelles amb fills i 28 famílies monoparentals amb fills.
La població ha evolucionat segons el següent gràfic:
Habitants censats

### Habitatges
El 2007 hi havia 206 habitatges, 181 eren l'habitatge principal de la família, 13 eren segones residències i 12 estaven desocupats. 205 eren cases i 1 era un apartament. Dels 181 habitatges principals, 159 estaven ocupats pels seus propietaris, 15 estaven llogats i ocupats pels llogaters i 7 estaven cedits a títol gratuït; 6 tenien dues cambres, 19 en tenien tres, 52 en tenien quatre i 104 en tenien cinc o més. 146 habitatges disposaven pel capbaix d'una plaça de pàrquing. A 65 habitatges hi havia un automòbil i a 111 n'hi havia dos o més.

### Piràmide de població
La piràmide de població per edats i sexe el 2009 era:
| Homes | Edats   | Dones |
| ----- | ------- | ----- |
| 0     | 95 o +  | 0     |
| 0     | 90 a 94 | 4     |
| 0     | 85 a 89 | 0     |
| 0     | 80 a 84 | 4     |
| 8     | 75 a 79 | 8     |
| 8     | 70 a 74 | 8     |
| 16    | 65 a 69 | 8     |
| 8     | 60 a 64 | 8     |
| 12    | 55 a 59 | 8     |
| 12    | 50 a 54 | 4     |
| 20    | 45 a 49 | 24    |
| 8     | 40 a 44 | 24    |
| 36    | 35 a 39 | 8     |
| 16    | 30 a 34 | 20    |
| 16    | 25 a 29 | 20    |
| 12    | 20 a 24 | 16    |
| 24    | 15 a 19 | 4     |
| 20    | 10 a 14 | 8     |
| 16    | 5 a 9   | 36    |
| 12    | 0 a 4   | 16    |

## Economia
El 2007 la població en edat de treballar era de 321 persones, 246 eren actives i 75 eren inactives. De les 246 persones actives 231 estaven ocupades (131 homes i 100 dones) i 15 estaven aturades (6 homes i 9 dones). De les 75 persones inactives 21 estaven jubilades, 33 estaven estudiant i 21 estaven classificades com a «altres inactius».

### Ingressos
El 2009 a Saint-Jean-aux-Amognes hi havia 181 unitats fiscals que integraven 462 persones, la mediana anual d'ingressos fiscals per persona era de 18.694 €.

### Activitats econòmiques
Dels 14 establiments que hi havia el 2007, 1 era d'una empresa de fabricació d'altres productes industrials, 3 d'empreses de construcció, 2 d'empreses d'hostatgeria i restauració, 5 d'empreses de serveis, 1 d'una entitat de l'administració pública i 2 d'empreses classificades com a «altres activitats de serveis».
Dels 4 establiments de servei als particulars que hi havia el 2009, 1 era un taller de reparació d'automòbils i de material agrícola, 1 fusteria i 2 lampisteries.
L'any 2000 a Saint-Jean-aux-Amognes hi havia 14 explotacions agrícoles que ocupaven un total de 1.656 hectàrees.

## Equipaments sanitaris i escolars
El 2009 hi havia una escola elemental integrada dins d'un grup escolar amb les comunes properes formant una escola dispersa.

## Poblacions més properes
El següent diagrama mostra les poblacions més properes.